# 隆黄铁路
隆黄铁路，位于四川省与贵州省，北起成渝铁路隆昌站，经泸州、叙永、毕节至沪昆铁路黄桶站。全长490km，四川境内约252公里，贵州境内约238公里。中国铁路总公司规划隆黄铁路全线贯通，对隆叙铁路进行改造，形成一条单线电气化、时速120公里的客货大通道。隆黄铁路全线通车后四川将新增一条出入川铁路通道。隆黄铁路是西部陆海新通道西通道的重要组成部分，是成渝地区双城经济圈通往贵州北部、广西南宁和北部湾等地区的便捷铁路通道。

## 线路历史
自北至南分为若干段由不同业主分期建设。

### 隆叙铁路
隆叙铁路包括隆泸段、泸纳段和纳叙段三段，业主单位是川铁(泸州)铁路有限责任公司。前身为2002年1月四川省地方铁路局泸州分局和四川隆纳铁路有限责任公司合并改制组建的四川泸州铁路有限公司，2007年6月更名为泸州川铁铁路有限责任公司。

#### 隆泸铁路
隆昌至泸州的隆泸铁路。正线55公里。设计运行速度为60km/h，沿线设有福集站、泸州港站。1987年成立的四川省地方铁路局泸州分局为项目业主。1988年12月，四川省为泸州地方铁路解决1500万元，并指示“立即兴工，不对外宣传，不搞开工仪式”。1992年12月13日，隆泸铁路全线通车。总投资2.9388亿元。1995年开通了来往于成都和泸州的333/334次普客列车，运行时间需近8小时，后由于成渝高速公路通车，客流无法支撑线路运行，该列车仅开行了一个月左右。此后隆泸线再无客运列车开行，沿线车站的站台、遮雨棚等客运设施全部改成了货运仓库。
2008年底至2011年9月，建设了泸州港中心港区专用铁路，从隆泸铁路泸州港站南端接出，在龙马潭区罗汉镇光辉村设置具有集结编组功能的光辉村站，然后从南侧引入泸州港集装箱货场，线路全长14.094公里，由泸州市兴泸投资集团公司投资46778.74万元建设。

#### 泸纳铁路
泸州至纳溪的泸纳铁路。长27.628公里。地方I级，单线，设计运行速度为80km/h。内燃牵引预留电化。沿线设有方山站、纳溪站。1999年12月10日开工，2007年3月竣工通车投入试运营。总投资60019万元。
泸州铁路长江大桥是全国地方铁路的第一座跨长江大桥。全长1476.3米，32个墩台，墩高53.5米。主桥为一连五跨长602米的预应力混凝土连续钢构组成，最大跨度144米。2000年11月开工。2002年12月主桥合龙。主体于2004年2月竣工。总投资1.6亿元。

#### 纳叙铁路
纳溪至叙永的纳叙铁路。正线全长77.599公里。总投资19.23亿元。服务于古叙煤田（储量69亿吨）与硫铁矿。沿线设有护国站、江门镇站、兴隆站和叙永站。2004年11月18日开工，2009年1月30日全线贯通，2009年6月19日通车运营，2011年3月9通过日竣工验收。自2011年3月9日18时起正式交付使用。

#### 扩能改造
2021年，隆叙铁路扩能改造工程开工，线路自既有成渝铁路隆昌站引出，利用既有铁路现状电化至新建嘉明站，出站后向南利用既有线经福集、得胜至双加镇，分别设福集站和双加站。自双加站引出后，新建单线外绕城区，经况场街道设泸州西站，而后利用既有长江桥过渡至纳溪站，出站后经天仙镇、护国镇、江门镇、龙凤镇，分别设天仙站、护国东站、江门镇东站、兴隆镇东站，终至叙永北站连接叙毕铁路。改造后运行速度提升至120km/h，年货运能力从300万吨提升至800万吨。
2025年7月2日，国铁集团通知明确，原隆黄铁路隆昌至叙永段扩能改造工程正式命名为隆泸叙铁路，原兴隆镇东站更名为龙凤镇站，项目原泸州沱江铁路特大桥更名为为泸州金山沱江铁路大桥。全线预计2025年底建成通车。

### 叙毕铁路
北起叙永北站，向南经云南省昭通市镇雄县、威信县，至贵州省毕节市毕节东站的叙毕铁路，长189公里，国家I级电气化客货共线单线铁路，设计时速120公里。设叙永北、金桂、兴文南、白腊、高田乡、下坪、威信、罗坭、果珠、以勒、兰家沟、何官屯、毕节、毕节东等14座车站，其中威信、毕节、毕节东为既有站，叙永北、兴文南、威信、果珠、以勒、毕节6个站开办客运业务。
隆黄铁路叙毕段沿线地形变化复杂，线路海拔高度从四川盆地的358米抬升至云贵高原乌蒙山腹地的1573米，沿线峰峦叠嶂、沟壑纵横，全线桥隧比达86%。共有98座桥梁、67座隧道，其中冯家寨特大桥是全线最高、跨度最大的桥梁，分别达129米、168米；斑竹林隧道是全线最长隧道，达12.8公里。
2016年10月动工。2022年5月20日，叙毕铁路最后一个隧道斑竹林隧道安全顺利贯通。11月9日，叙毕铁路贵州段正式进入铺架施工阶段。11月27日，四川段铺架工程顺利完成。2023年1月14日，随着以勒车站主体屋顶最后一方混凝土顺利浇筑完成，叙毕铁路（川滇段）全线客运车站主体结构全部封顶，项目建设取得阶段性胜利，为力争实现2023年全线通车目标奠定了坚实基础。9月14日，叙毕铁路全线铺轨完成。10月6日，叙毕铁路首列添乘轨道车开行，进入全线静态验收阶段。
2023年10月10日12时，毕节市七星关区境内的叙毕铁路新高坡隧道，其1号辅助导洞在封堵施工中发生疑似瓦斯爆炸，造成6名施工人员被困，当中5人遇难、1人受伤。
2023年12月21日，叙毕铁路正式通車运营，初期新增來往叙永至貴陽的客運列車，來往兩地最快6.5小時。

### 织毕铁路
毕节至织金的织毕铁路，正线79.888公里，桥隧比约为73%，设计时速120公里/小时的客货共线单线铁路。北起位于毕节铁路枢纽货运中心站毕节东站，向南经大方接入黄织线织金站。设毕节东、大方南、法启、金龙、八步、织金北及织金等7个车站。中铁二院设计。总投资43.55亿元，其中资本金占50%。铁道部出资70%，贵州省出资30%。其中贵州省出资部分按照省、市出资6：4分摊。毕节市出资部分按照市、县以5：5分摊。2012年12月29日开工，工期三年。2016年1月10日，织金段（织金站-织金北站）开通运营。2016年10月24日大方南站开通客运。2017年12月28日毕节东站达到开通条件，2018年8月29日开通货运业务，9月11日正式开办货运业务。

### 黄织铁路
沪昆线黄桶站西端引出，向北至织金站的黄织铁路，正线长62.580公里。沿途发布有兴安-大树脚煤田、凉风洞-龙菁河河谷煤田、规划煤矿产量500万吨。桥隧比例49.5%。限制坡度12‰；最小曲线半径:一般地段1200m，特殊困难地段800m。牵引质量3800t。到发线有效长度850m。线下Ⅰ级，线上Ⅱ级；电气化单线；旅客列车设计行车速度120km/h。沿途有黄桶站、普定站、磨雄隧道（2080m长）、罗家寨特大桥、播丫河大桥（高100m）、鸡场坡站、白苗寨隧道、歹阳河大桥（高134m）、张家寨隧道、红新隧道、打括隧道、打括站、凤凰山隧道（6600m长）、织金站。
2005年4月30日开工，2011年4月15日开通。总投资13.5亿元。黄织铁路已于2013年1月26日开行《织金洞号》旅客列车。业主为黄织铁路有限责任公司，其中成都铁路局占股51%，中国国电集团公司、贵州水城煤电有限公司、贵州省开发投资公司、贵州金元集团股份有限公司、贵州黔东电力有限公司、贵州安顺市国有资产营运有限公司、贵州毕节地区信泰投资有限公司出资参股。